# Sebastian Aho (szwedzki hokeista)
Sebastian Johannes Aho (ur. 17 lutego 1996 w Umei) – szwedzki hokeista pochodzenia fińskiego grający na pozycji obrońcy, reprezentant kraju.

## Kariera

### Wczesna kariera
Sebastian Aho urodził się w Umei jako syn Szwedzki i Fina. Karierę sportową rozpoczął w juniorach HT Sävar. Następnie w latach 2009–2011 występował w drużynach U-16 i U-18 IF Björklöven, natomiast w latach 2011–2014 występował w drużynach U-18 i U-20 AIK Skellefteå, w którym w sezonie 2012/2013 zadebiutował w występującej w rozgrywkach Elitserien seniorskiej drużynie klubu (1 mecz). 28 maja 2013 roku podpisał z klubem nowy, 4-letni kontrakt.

### Kariera w Szwecji
W sezonie 2013/2014 zdobył z klubem Puchar Le Mata (trofeum przeznaczone dla mistrza Szwecji), po wygranej 4:0 rywalizacji w finale z BK Färjestad, dzięki czemu znalazł się wśród 10 najlepszych europejskich zawodników w konkursie draftu NHL, jednak z powodu niewielkiego wzrostu został pominięty, w związku z czym wrócił do gry w klubie. W następnych latach zdobył z klubem dwukrotnie wicemistrzostwo Szwecji (2015, 2016), natomiast po sezonie 2014/2015, w którym dotarł z klubem do półfinału Hokejowej Ligi Mistrzów (przegrana rywalizacja 4:5 (2:2, 2:3) z HF Luleå), ponownie znalazł się wśród 15 najlepszych europejskich zawodników w konkursie draftu NHL. Z klubu odszedł po sezonie 2016/2017.

### Kariera za oceanem
24 czerwca 2017 roku został wybrany przez władze klubu ligi NHL, New York Islanders, w piątej rundzie draftu NHL z numerem 139. 5 lipca 2017 roku podpisał podstawowy kontrakt z Wyspiarzami, jednak z powodu zbyt silnej konkurencji w klubie został przydzielony do występującej w rozgrywkach AHL klubu filialnego Wyspiarzy Bridgeport Sound Tigers. 28 grudnia został przywrócony do drużyny Wyspiarzy, w barwach których 31 grudnia 2017 roku w przegranym 1:6 meczu domowym z Colorado Avalanche zadebiutował w lidze NHL, natomiast 7 stycznia 2018 roku w przegranym 5:4 po serii rzutów karnych meczu wyjazdowym z New Jersey Devils w 48. minucie na 3:4 swojego pierwszego gola w lidze NHL.
Jednak z powodu zbyt silnej konkurencji w drużynie Wyspiarzy występował w ich klubie filialnym, Bridgeport Sound Tigers, w barwach którego trzykrotnie wystąpił w Meczu Gwiazd AHL (2018, 2019 wraz z klubowym kolegą, Michaelem Dal Collem, 2020). W 2020 roku wrócił na stałe do drużyny Wyspiarzy.

## Kariera reprezentacyjna
Sebastian Aho w latach 2011-2012 w reprezentacji Szwecji U-16 rozegrał 11 meczów, w których zdobył 6 punktów (6 asyst) oraz spędził 4 minuty na ławce kar, natomiast w latach 2012-2013 w reprezentacji Szwecji U-17 rozegrał 8 meczów, w których zdobył 7 punktów (2 gole, 5 asyst) oraz spędził 14 minut na ławce kar, a także wziął udział w wygranym przez drużynę Trzech Koron rozegranym w Kanadzie World U-17 Hockey Challenge 2013, w którym rozegrał 6 meczów, zdobył 4 punkty (4 asysty) oraz spędził 14 minut na ławce kar. W latach 2013–2014 w reprezentacji Szwecji U-18 rozegrał 25 meczów, w których zdobył 10 punktów (4 gole, 6 asyst) oraz spędził 16 minut na ławce kar, a także dwukrotnie uczestniczył w mistrzostwach świata U-18 Elity (2013, 2014) oraz w turnieju Ivan Hlinka Memorial Tournament 2013 w Czechach i na Słowacji, na których drużyna Trzech Koron zajęła 7. miejsce. W latach 2014–2016 w reprezentacji Szwecji U-20 rozegrał 27 meczów, w których zdobył 14 punktów (6 goli, 8 asyst) oraz spędził 14 minut na ławce kar, a także wziął udział w rozgrywanych w Kanadzie mistrzostwach świata juniorów 2015 Elity, na których Aho rozegrał 7 meczów, zdobył 4 punkty (1 gol, 3 asysty) oraz spędził 2 minuty na ławce kar, a drużyna Trzech Koron zakończyła turniej na 4. miejscu, po przegranej 2:4 w meczu o 3. miejsce z reprezentacji Słowacji U-20, rozegranym 5 stycznia 2015 roku na Air Canada Centre w Toronto.
W latach 2016–2017 w seniorskiej reprezentacji Szwecji rozegrał 12 meczów, w których zdobył 1 punkt (1 gol) oraz spędził 8 minut na ławce kar, a także wziął udział w Euro Hockey Tour 2016/2017 (5 meczów), na których drużyna Trzech Koron zakończyła swój udział na 4. miejscu.

## Statystyki

### Klubowe
| 2009/2010       | IF Björklöven U-16      | U16 SM          | 5   | 0  | 3  | 3   | 2  | —  | — | — | —  | —  |
| 2010/2011       | IF Björklöven U-16      | U16 SM          | 3   | 0  | 3  | 3   | 4  | —  | — | — | —  | —  |
| 2010/2011       | IF Björklöven U-18      | J18 Elit        | 20  | 3  | 6  | 9   | 12 | —  | — | — | —  | —  |
| 2010/2011       | IF Björklöven U-18      | J18             | 7   | 0  | 0  | 0   | 4  | —  | — | — | —  | —  |
| 2011/2012       | AIK Skellefteå U-18     | J18 Elit        | 16  | 1  | 12 | 13  | 2  | —  | — | — | —  | —  |
| 2011/2012       | AIK Skellefteå U-18     | J18             | 17  | 3  | 2  | 5   | 10 | 7  | 0 | 2 | 2  | 2  |
| 2012/2013       | AIK Skellefteå U-18     | J18             | 2   | 0  | 2  | 2   | 0  | 3  | 0 | 1 | 1  | 2  |
| 2012/2013       | AIK Skellefteå U-20     | J20             | 38  | 1  | 11 | 12  | 14 | 4  | 0 | 0 | 0  | 0  |
| 2012/2013       | AIK Skellefteå          | SEL             | 1   | 0  | 0  | 0   | 0  | —  | — | — | —  | —  |
| 2013/2014       | AIK Skellefteå U-20     | J20             | 27  | 7  | 16 | 23  | 18 | —  | — | — | —  | —  |
| 2013/2014       | AIK Skellefteå          | SHL             | 21  | 1  | 4  | 5   | 2  | 13 | 0 | 0 | 0  | 0  |
| 2014/2015       | AIK Skellefteå U-20     | J20             | 4   | 0  | 2  | 2   | 4  | —  | — | — | —  | —  |
| 2014/2015       | AIK Skellefteå          | SHL             | 41  | 1  | 8  | 9   | 14 | 13 | 1 | 3 | 4  | 8  |
| 2015/2016       | AIK Skellefteå          | SHL             | 39  | 3  | 13 | 16  | 12 | 16 | 3 | 4 | 7  | 6  |
| 2016/2017       | AIK Skellefteå          | SHL             | 50  | 10 | 20 | 30  | 10 | 7  | 0 | 2 | 2  | 0  |
| 2017/2018       | Bridgeport Sound Tigers | AHL             | 40  | 9  | 20 | 29  | 20 | —  | — | — | —  | —  |
| 2017/2018       | New York Islanders      | NHL             | 22  | 1  | 3  | 4   | 6  | —  | — | — | —  | —  |
| 2018/2019       | Bridgeport Sound Tigers | AHL             | 67  | 9  | 37 | 46  | 36 | 5  | 0 | 2 | 2  | 6  |
| 2019/2020       | Bridgeport Sound Tigers | AHL             | 49  | 3  | 27 | 30  | 18 | —  | — | — | —  | —  |
| 2020/2021       | New York Islanders      | NHL             | 3   | 1  | 1  | 2   | 2  | —  | — | — | —  | —  |
| 2021/2022       | New York Islanders      | NHL             | 24  | 0  | 9  | 9   | 8  |    |   |   |    |    |
| U16 SM Ogółem   | U16 SM Ogółem           | U16 SM Ogółem   | 8   | 0  | 6  | 6   | 6  | —  | — | — | —  | —  |
| J18 Elit Ogółem | J18 Elit Ogółem         | J18 Elit Ogółem | 36  | 4  | 18 | 22  | 14 | —  | — | — | —  | —  |
| J18 Ogółem      | J18 Ogółem              | J18 Ogółem      | 26  | 3  | 4  | 7   | 14 | 10 | 0 | 3 | 3  | 4  |
| J20 Ogółem      | J20 Ogółem              | J20 Ogółem      | 69  | 8  | 29 | 37  | 18 | 4  | 0 | 0 | 0  | 0  |
| SEL/SHL Ogółem  | SEL/SHL Ogółem          | SEL/SHL Ogółem  | 152 | 45 | 15 | 60  | 38 | 49 | 4 | 9 | 13 | 14 |
| AHL Ogółem      | AHL Ogółem              | AHL Ogółem      | 156 | 21 | 84 | 105 | 74 | 5  | 0 | 2 | 2  | 6  |
| NHL Ogółem      | NHL Ogółem              | NHL Ogółem      | 49  | 2  | 13 | 15  | 16 | —  | — | — | —  | —  |

### Reprezentacyjne
| Rok                | Drużyna            | Turniej            | Miejsce            |    | M | G | A  | Pkt | Min |
| ------------------ | ------------------ | ------------------ | ------------------ | -- | - | - | -- | --- | --- |
| 2013               | Szwecja U-17       | WHC-17             |                    | 6  | 0 | 4 | 4  | 14  |     |
| 2013               | Szwecja U-18       | Hlinka Gretzky Cup | 7                  | 2  | 0 | 0 | 0  | 0   |     |
| 2013               | Szwecja U-18       | MŚ-18              | 5                  | 5  | 0 | 0 | 0  | 4   |     |
| 2014               | Szwecja U-18       | MŚ-18              | 4                  | 4  | 2 | 0 | 2  | 8   |     |
| 2015               | Szwecja U-20       | MŚJ                | 4                  | 7  | 1 | 3 | 4  | 2   |     |
| 2017               | Szwecja            | EHT                | 4                  | 5  | 0 | 0 | 0  | 0   |     |
| Ogółem jako junior | Ogółem jako junior | Ogółem jako junior | Ogółem jako junior | 24 | 3 | 7 | 10 | 28  |     |
| Ogółem jako senior | Ogółem jako senior | Ogółem jako senior | Ogółem jako senior | 5  | 0 | 0 | 0  | 0   |     |

## Sukcesy

### Zawodnicze
AIK Skellefteå
- Puchar Le Mata: 2014
- wicemistrzostwo Szwecji: 2015, 2016
- Półfinał Hokejowej Ligi Mistrzów: 2015

Reprezentacyjne
- World U-17 Hockey Challenge: 2013

### Indywidualne
- Meczu Gwiazd AHL: 2018, 2019, 2020

## Życie prywatne
Sebastian Aho pochodzi z rodziny z hokejowymi tradycjami. Zawodowymi hokeistami są: bracia Samuel (ur. 1993) i Simon (ur. 2003), siostry Selma (ur. 1999) i Selina (ur. 2001) oraz kuzyni: Tuomas (ur. 1976), Taneli (ur. 1981), Pekka (ur. 1983) i Eveliina Tuokkola (ur. 1984).